# The Palace of Darkened Windows
The Palace of Darkened Windows er en amerikansk stumfilm fra 1920 af Henry Kolker.

## Medvirkende
- Claire Anderson som Arlee Eversham
- Arthur Edmund Carewe
- Jay Belasco som Billy Hill
- Christine Mayo som Azade
- Gerald Pring som Falconer
- Adele Farrington som Eva Eversham
- Virginia Caldwell som Mispah
- Nicholas Dunaew